# Živim i ljubim narod svoj
Živim i ljubim narod svoj je treći album hrvatskog pjevača Nike Bete.
Objavljen je 2004. kod izdavača Hit Records.
1. Crna mi je u divojke kosa (3:29)
2. Zapjevaj (3:50)
3. Živim i ljubim narod svoj (3:49)
4. Golubica (3:39)
5. Bože zdravlja (3:52)
6. Zovi (4:14)
7. Moj kume kumašine (3:49)
8. Vila (4:23)
9. Budio sam se (3:52)
10. Dva drugara (3:58)